# كينيون فارو
كينيون فارو (بالإنجليزية: Kenyon Farrow)‏ هو مدرس وصحفي وكاتب أمريكي، ولد في 1974.